# Liancalus genualis
Liancalus genualis är en tvåvingeart som beskrevs av Friedrich Hermann Loew 1861. Liancalus genualis ingår i släktet Liancalus och familjen styltflugor. Inga underarter finns listade i Catalogue of Life.